# Stazione di Charleroi-Central
La stazione di Charleroi-Central (Gare de Charleroi-Central) è un'importante stazione della Vallonia, situata nella città di Charleroi in Belgio. Questa è localizzata a sud del centro cittadino e del fiume Sambre.
Occupa un posto importante nella rete ferroviaria della regione vallona. Con oltre 11.200 imbarchi nei giorni feriali, è la quarta stazione vallona più frequentata dopo Namur, Ottignies e Liège-Guillemins.
Denominata Charleroi-Sud al momento della sua creazione, ha assunto ufficialmente il nome di stazione di Charleroi-Central l'11 dicembre 2022.

## Caratteristiche
La stazione ha 12 binari, anche se l'ottavo non è raggiungibile dalla banchina. Essa è sovrastata dall'R9 (rete autostradale belga)  e da una cabina di segnalazione, costruita nel 1984, che ha lo stile di una torre di controllo aerea.
Sul binario 1, un treno serie 46 (il 4603) è presentato come monumento. Gli annunci delle partenze e degli arrivi sono preceduti dalle note dell'inno popolare di Pays de Charleroi.

## Storia
- Nel 1843, la Compagnia dello Stato Belga estende la sua rete ferroviaria nella provincia dell'Hainaut. Dopo aver collegato Bruxelles a Mons, essa aggiunge alla stazione di Braine-le-Comte una linea verso Charleroi e Namur. All'epoca era solo questione di raddoppiare i canali artificiali, giudicati troppo lenti, ma che presentano il vantaggio di aver materializzato le città e le industrie. La linea diretta (da Nivelles) verso la capitale non sarà inaugurata prima del 1874. La stazione fu inaugurata il 23 ottobre[3].
- Nel 1848, la Compagnia dell'Entre Sambre et Meuse inaugura un troncone verso Walcourt e Morialmé, importanti siti di estrazioni minerarie.
- Nel 1852, la Compagnie du Nord Belge, lega Charleroi alla propria rete francese, via Erquelinnes.
- Nel 1855, la Compagnie du Grand Central Belge, costituita dall'assembramento di diverse compagnie private, collega Ottignies a Charleroi.
- Nel 1874, è inaugurato l'attuale bastimento. All'epoca assomigliava molto alla stazione di Liegi, in seguito demolita. La sua struttura è abbastanza classica, seguendo l'esempio delle altre stazioni dell'epoca (Arles, Mons e Tournai sono gli esempi più lampanti): un padiglione centrale riservato all'accoglienza dei viaggiatori, incorniciato da due ali che conducono al ristorante della stazione ed ai servizi annessi, e due padiglioni laterali. Il tutto fa emergere un'impressione di imponenza, essendo il treno all'epoca il simbolo del progresso che si espande all'interno del Paese[4].
- Un importante canale di linee industriali si sviluppa in seguito nel bacino industriale del Carol. In diverse stazioni sono in costruzione diversi convogli da spedire ai quattro angoli del Paese ed al di là delle frontiere.
- Nel 1949, la linea verso Bruxelles è la seconda linea principale ad essere elettrificata (dopo la linea Bruxelles - Anversa, elettrificata nel 1935).
- Nel 2005, l'esterno del bastimento è rinnovato.
- L'11 dicembre 2022 ha assunto il nome di Charleroi-Central[5].

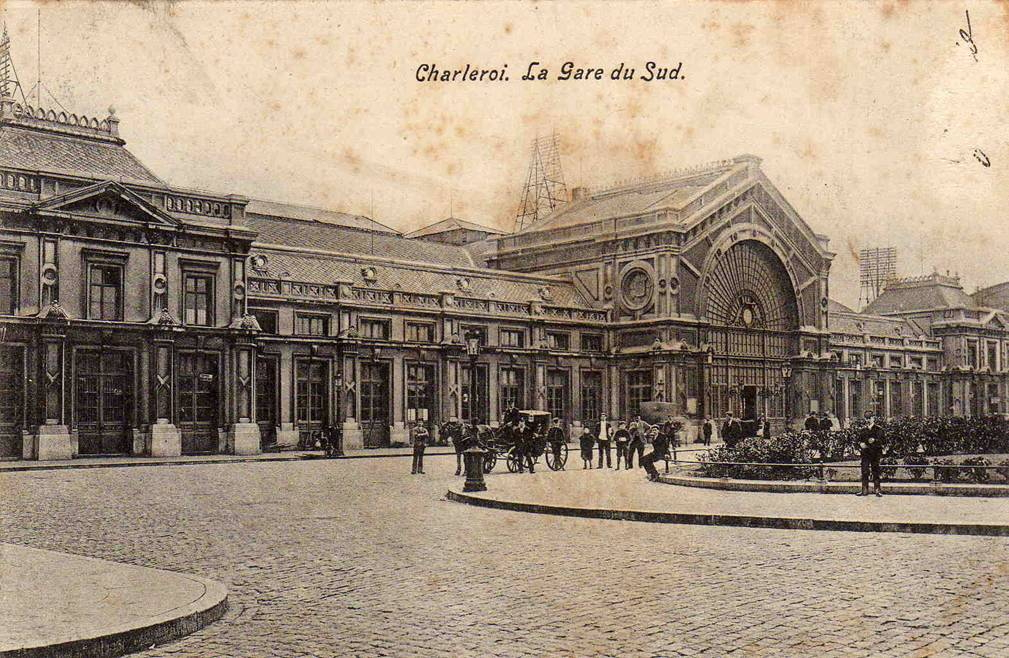
La stazione all'inizio del XX secolo
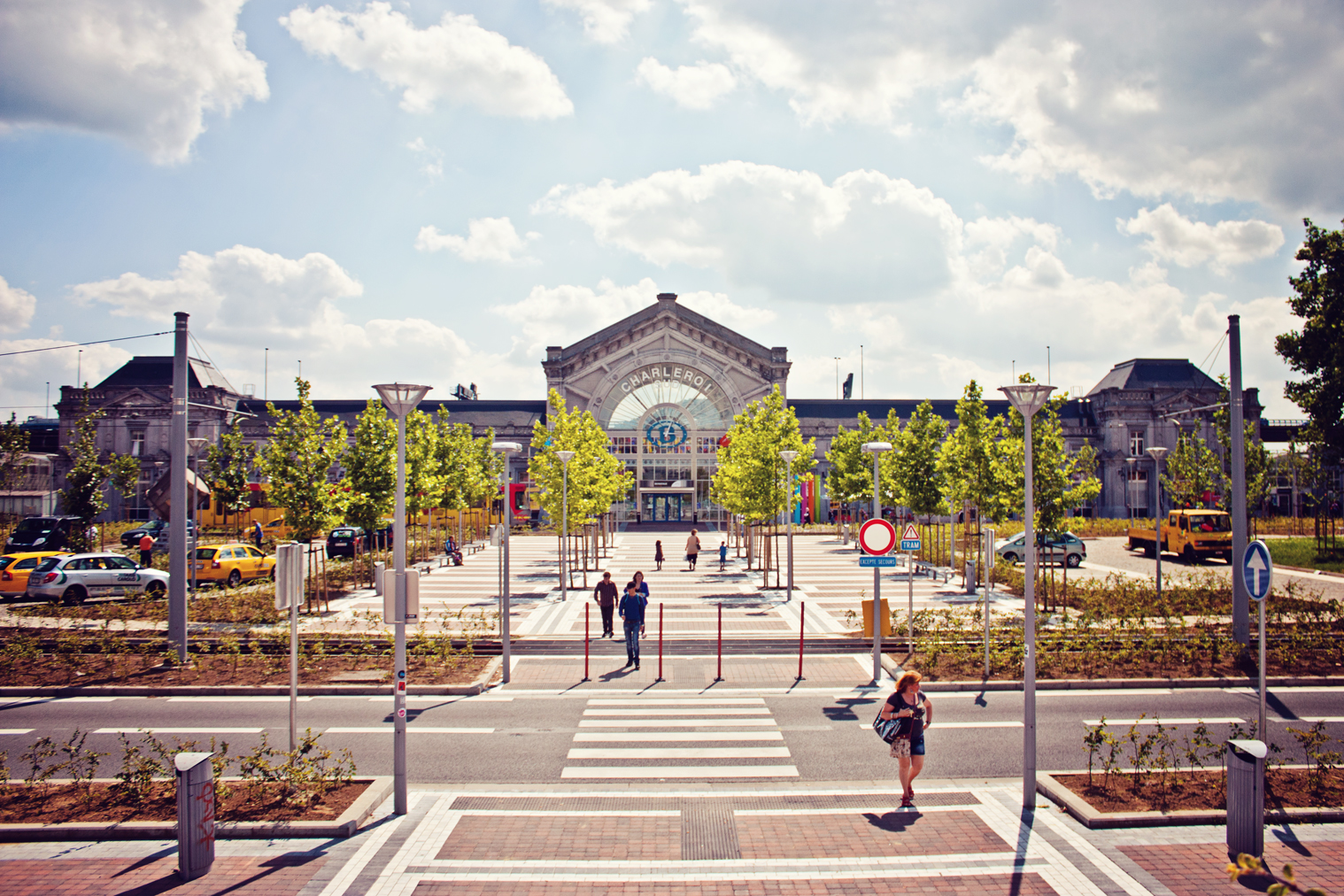
La stazione e il piazzale come si presentavano nell'agosto 2012.

## Utilizzo
Le principali tratte passanti per Charleroi-Central sono:
- un TGV-Thalys andata\ritorno: Parigi - Lilla - Mons - Charleroi - Namur - Liegi (in direzione Parigi la mattina, il ritorno la sera) che porta il soprannome di Wallys.
- un collegamento InterCity I a cadenza di un'ora (e ogni mezz'ora in settimana a partire da dicembre 2007) tra Charleroi-Central e la stazione di Anversa via Bruxelles.
- un collegamento intercity D a cadenza di un'ora sulla "Dorsale wallonne" (tra la stazione di Lilla/Tournai e la stazione di Liegi/Herstal)
- un collegamento "qualité totale" verso Couvin, composto da treni interregionali che servono un numero ristretto di fermate, e da treni merci che sono anche i soli a circolare nel fine settimana. Questa tratta presenta un orario non perfettamente cadenzato, il che è un'eccezione per la SNCB dopo l'avvento del piano IC-IR del 1984 che ha generalizzato questo principio.
- delle tratte di treni merci verso La-Louvière-Centre, La-Louvière-Sud, Tamines, Ottignies, Erquelinnes / Jeumont.

| Direzione precedente           | Fermata precedente |  | Treni  |  | Fermata successiva | Direzione successiva     |
| ------------------------------ | ------------------ |  | ------ |  | ------------------ | ------------------------ |
| Paris-Nord                     | Mons               |  | Thalys |  | Namur              | Liège-Guillemins         |
| Essen, Anvers, Bruxelles-Midi  | Luttre             |  | IC I   |  | Terminale          | Terminale                |
| Anvers-Central, Bruxelles-Midi | Luttre             |  | IC N   |  | Terminus           | Terminus                 |
| Lille-Flandres                 | La Louvière-Sud    |  | IC D   |  | Tamines            | Liège-Guillemins - Liers |
| Tournai, Mons                  | Marchienne-au-Pont |  | IR k   |  | Châtelet           | Namur, Jambes            |
| Terminus                       | Terminus           |  | IR r   |  | Berzée             | Couvin                   |
| Terminus                       | Terminus           |  | L      |  | Jamioulx           | Couvin                   |

## Servizi
La stazione dispone di:
- Biglietteria
- Bar
- Servizi igienici
- Capolinea autolinee